# Rotary and Reed valve Intake System
Het Rotary and Reed valve Intake System (RRIS) was het luchtinlaatsysteem van Kawasaki waarin een roterende inlaat en een membraanbesturing (Reed valve) gecombineerd zijn. Het principe werd voor het eerst toegepast op de KR 250 wegrace-motorfiets uit 1983.